# René Lomet
René Lomet, né le 27 février 1933 à Renaison dans le département de la Loire et mort le 1er février 2018 à Toulouse, est un syndicaliste français des PTT. De 1975 à 1992, il a été membre du Bureau confédéral de la CGT.

## Biographie
Après avoir passé sa jeunesse à Roanne, où il fait des études secondaires, René Lomet entre au PTT en 1953 comme "contrôleur" en service de nuits à Lyon-chèques. Syndiqué à la CGT en 1954, il tient rapidement des responsabilités à l'Union Départementale CGT du Rhône (1955-1963), puis « monte » à Paris où il est nommé secrétaire du  Centre Confédéral, de la Jeunesse de la CGT. Cette structure syndicale nationale organisait l'action spécifique de la CGT vers les jeunes salariés. Elle trouvait des contacts avec d'autres organisations de jeunes, telle que la Jeunesse ouvrière chrétienne ou l'Unef. 
Collaborateur du secrétariat général de la centrale syndicale, il est élu en juin 1975, lors du 39e Congrès national du syndicat, au Bureau confédéral de la Cgt,, plus haute instance de la CGT. Il y est notamment responsable du secteur immigration,. Quatre autres nouveaux promus accèdent avec lui à la direction qui se trouve profondément renouvelée. Ce fut lors de ce congrès que Benoît Frachon, qui siégeait en tant que Président de la CGT depuis 1967, se retirait. L'accession au Bureau confédéral des deux « postiers », Johannès Galland, 41 ans, et René Lomet, 42 ans, semble être un signe fort envers une corporation qui venait, six mois plus tôt, de mener le mouvement de grève le plus long de son histoire.  
René Lomet est membre de la direction de la CGT durant 17 ans. Il y est plus particulièrement responsable des relations avec la presse. Il a aussi la charge de l'organisation des manifestations et de leur service d'ordre syndical. 
En 1980, René Lomet parle devant le Comité Confédéral National (CCN) de la CGT du danger d'un courant réformiste au sein duquel la CFDT « tourne de plus en plus le dos à la lutte des classes pour s'enliser dans les ornières des chemins de la collaboration de classes ». 
Le départ de René Lomet de la direction de la CGT, en janvier 1992 (44e Congrès de la CGT) coïncide avec sa retraite professionnelle. Il est alors nommé au Conseil économique et social parmi les dix-sept représentants de la CGT dans cette institution. Il y est reconduit lors du renouvellement quinquennal de 1994. 
Membre du Parti communiste français, il a appartenu au Comité central de ce Parti de février 1976 (XXIIe Congrès) à décembre 1990 (XXVIIe Congrès).
En 1990, il a signé l'Appel des 75 contre la guerre du Golfe.